# Compostos à base de cloro
Compostos à base de cloro, também conhecidos como compostos de libertação de cloro, são uma família de substâncias químicas que liberam cloro. Eles são usados para desinfectar a água, equipamentos médicos, e áreas de superfície. A presença de matéria orgânica pode torná-los menos eficazes. Eles vêm como um pó, que é misturado com água antes de usar.
Efeitos secundários em caso de contacto podem incluir a irritação da pele e queimaduras químicas para o olho. Eles também podem causar corrosão e, portanto, podem requerer a sua remoção através de uma lavagem. Compostos específicos desta família incluem hipoclorito de sódio, cloro, halazone, dióxido de cloro e dicloroisocianurato de sódio. Eles são eficazes contra uma ampla variedade de microorganismos , incluindo esporos bacterianos.
Compostos à base de cloro começaram a ser usados em 1915. Fazem parte da Lista de Medicamentos Essenciais da Organização Mundial de Saúde, uma lista dos mais eficazes e seguros medicamentos que são necessários em um sistema de saúde. O custo no mundo em desenvolvimento é de cerca de 0,01 a 0,02 dólares por 500 mg de cloro tipo. Eles são amplamente utilizados em nas industrias médicas e de alimentos.